# Полтавський коледж мистецтв імені Миколи Лисенка
 Полтавський коледж мистецтв імені М. В. Лисенка — один з найстаріших вищих навчальних закладів України І рівня акредитації. Засноване 1903 року як Полтавське музичне училище за сприяння Д. В. Ахшарумова. Від 1953-го закладу присвоєно ім'я основоположника української композиторської школи Миколи Лисенка. З 2019 заклад має сучасну назву.
Підготовка фахівців здійснюється зі спеціальностей «Музичне мистецтво» та «Акторське мистецтво». При училищі організовано: оркестр народних інструментів, ансамбль бандуристів, симфонічний оркестр, хор, духовий оркестр. Ансамблі «Карусель» (керівник — заслужений діяч мистецтв України, композитор О. І. Чухрай) та ударних інструментів «Імпульс» (керівник — заслужений артист України В. В. Стовбир). Діє спортивна база. Працюють секції з настільного тенісу, волейболу, баскетболу тощо.

## Відомі викладачі
- Ахшарумов Д. В.
- Ганзбург Г. І.
- Кириченко Р. О.
- Левитський Ф. П.
- Опенько В. І.
- Попадич Ф. М.
- Соловйов О. С.
- Фісун М. А.

## Відомі вихованці
- Небольсін В. В. — професор, народний артист СРСР, диригент Великого театру у Москві;
- Коломієць Анатолій Панасович — заслужений діяч мистецтв України.
- Кондратюк М. К. — народний артист УРСР, ректор Київської консерваторії;
- Хальфін М. Я. — професор Петербурзької консерваторії;
- Кислякова Т. І. — народна артистка УРСР;
- Ножинова Н. В. — народна артистка України;
- Кабачок В. А. — керівник Всеукраїнської капели бандуристів, на честь якого училище прикрашає меморіальна дошка.
- Тюменєва Г. А. — професор Харківської консерваторії.
- Драч І. С. — проректор з наукової роботи, доктор мистецтвознавства, професор кафедри історії української та зарубіжної музики, Харківський національний університет мистецтв імені Івана Котляревського.
- Грінченко C. C. — лауреат багатьох престижних конкурсів, народний артист України;
- Єсипок В. М. — заслужений артист України;
- Шейко В. О. — заслужений діяч мистецтв України; художній керівник та головний диригент Заслуженого академічного симфонічного оркестру Національної радіокомпанії України
- Сіренко В. Ф. — професор, народний артист України, лауреат Шевченківської премії, головний диригент Національного симфонічного оркестру;
- Остапенко Д. І. — заслужений діяч мистецтв України, народний артист України, Міністр культури і мистецтв України (з 25 вересня 1995 по 4 серпня 1999 рр.), генеральний директор Національної філармонії України та інші.
- Река О. О. — популярна українська співачка, яка в 2017 році з авторською піснею «Про що ти думаєш[2]», змагається за право бути обличчям України на конкурсі Євробачення та входить в ТОП претендентів за даними сайту[3] телеканалу СТБ.
- Лиманський Павло Тихонович — український хоровий диригент, педагог, заслужений працівник культури України (1988).
- Левченко Григорій Семенович - український хоровий диригент, композитор, фольклорист, педагог, заслужений працівник культури України, заслужений діяч мистецтв України, професор, завідувач кафедри музики Полтавського національного педагогічного університету імені В. Г. Короленка (1981-2022), засновник і незмінний керівник українського народного хору "Калина"